# Ceramica bilingue

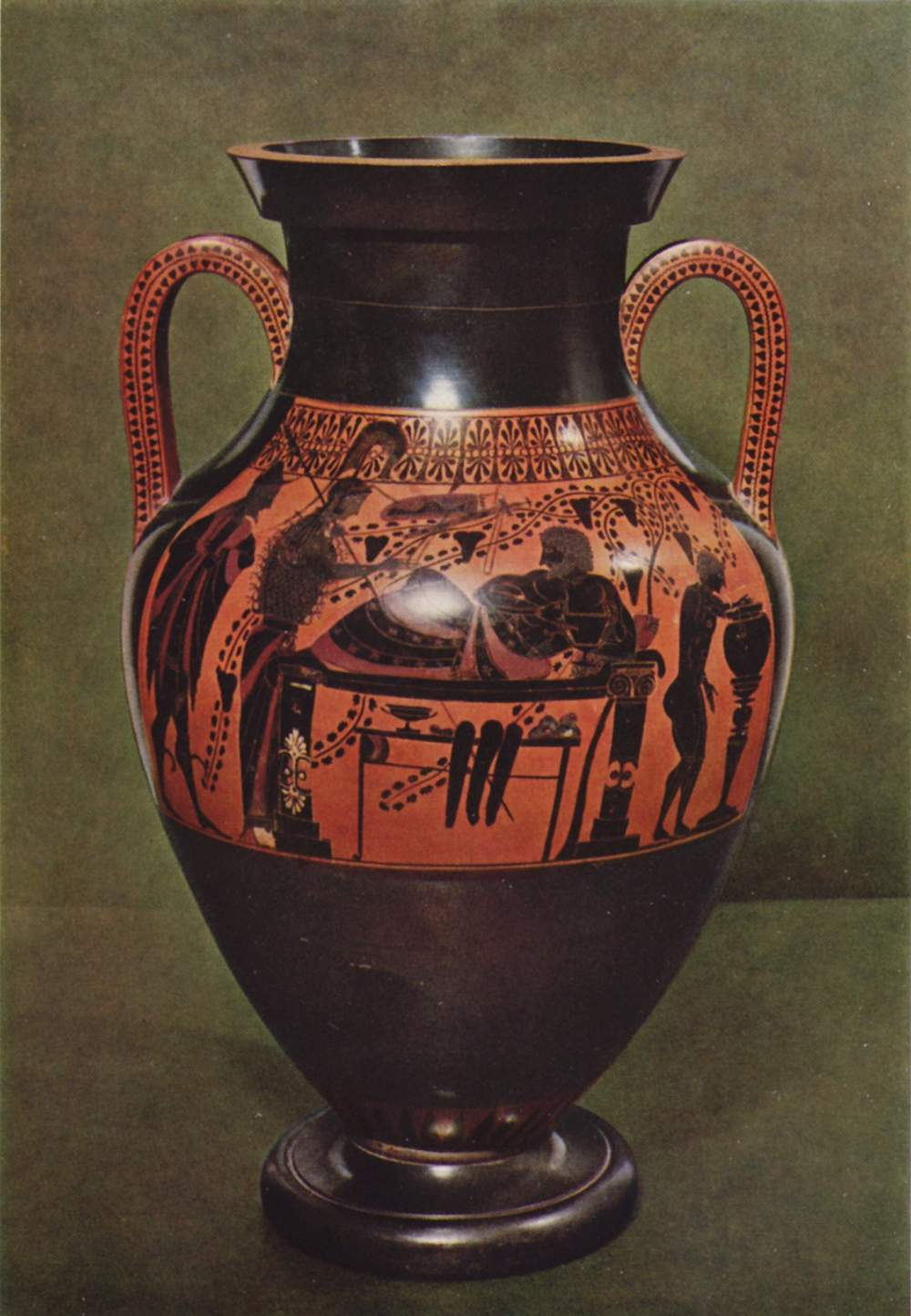
Anfora bilingue del Pittore di Andocide, Monaco di Baviera, Staatliche Antikensammlungen 2301. Lato B a figure nere.

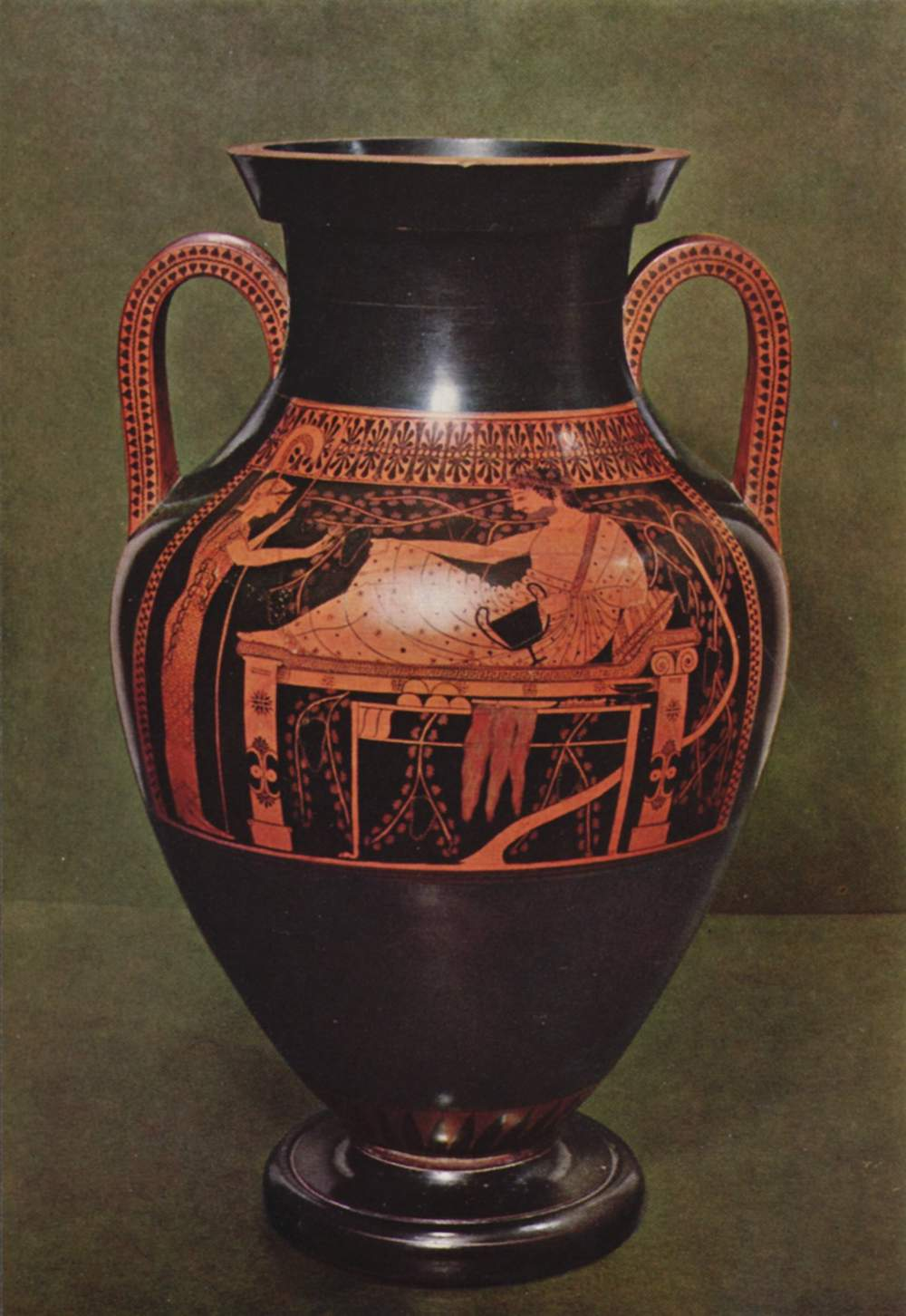
Monaco di Baviera, Staatliche Antikensammlungen 2301. Lato A a figure rosse.

I vasi bilingui sono prodotti della ceramica greca antica decorati utilizzando sia la tecnica a figure nere sia la tecnica a figure rosse. Il termine si riferisce anche al periodo di transizione in cui le figure nere gradualmente venivano sostituite dalle figure rosse come tecnica decorativa dominante, ovvero l'ultimo quarto del VI secolo a.C. e l'inizio del V. L'iniziale incertezza del mercato nell'apprezzamento della nuova tecnica può essere stata la causa della comparsa di questi vasi. Le forme prevalenti per questo tipo di decorazione erano l'anfora a profilo continuo di tipo B e le coppe a occhioni. In alcuni casi entrambi i lati dell'anfora venivano decorati con la rappresentazione dello stesso soggetto, una a figure nere e l'altra a figure rosse (e.g. l'anfora a profilo continuo Monaco 2301 del Pittore di Andocide). Le coppe a occhioni erano solitamente decorate con una immagine a figure nere nella parte interiore e con una decorazione a figure rosse sulle pareti esterne. Una eccezione a questa regola è la kylix del Pittore di Andocide conservata al Museo archeologico regionale Antonio Salinas di Palermo (n. inv. V650), l'esterno della quale è dipinto per metà a figure nere e metà a figure rosse. Oltre al Pittore di Andocide vasi bilingui sono stati dipinti da Psiax (soprattutto anfore a profilo continuo), da Epitteto e da Oltos (coppe a occhioni). Generalmente entrambe le scene (in entrambi gli stili) su uno stesso vaso erano dipinte da uno stesso artista, esistono tuttavia attribuzioni controverse come nel caso delle figure nere sui vasi del Pittore di Andocide che alcuni studiosi assegnano al Pittore di Lisippide.